# Oreoblastus saposhnikovii
Oreoblastus saposhnikovii är en korsblommig växtart som först beskrevs av A.N. Vassiljeva, och fick sitt nu gällande namn av Sergei Kirillovich Czerepanov. Oreoblastus saposhnikovii ingår i släktet Oreoblastus och familjen korsblommiga växter. Inga underarter finns listade i Catalogue of Life.